# کیش‌کلک
کیش‌کلک یا کیش کلگ روستایی در دهستان سرباز بخش مرکزی شهرستان سرباز استان سیستان و بلوچستان ایران است.

## جمعیت
بر پایه سرشماری عمومی نفوس و مسکن در سال ۱۳۹۵ جمعیت این روستا ۵۷۴ نفر (۱۳۳خانوار) بوده‌است.